# Вілле-су-Монрон
Вілле́-су-Монро́н (фр. Villers-sous-Montrond) — колишній муніципалітет у Франції, у регіоні Бургундія-Франш-Конте, департамент Ду. Населення — 180 осіб (2011).
Муніципалітет розташований на відстані близько 340 км на південний схід від Парижа, 12 км на південний схід від Безансона.

## Історія
У 1956-2015 роках муніципалітет перебував у складі регіону Франш-Конте. Від 1 січня 2016 року належить до нового об'єднаного регіону Бургундія-Франш-Конте.
1-1-2022 Вілле-су-Монрон і Мере-су-Монрон було об'єднано в новий муніципалітет Ле-Мон-Рон.

## Демографія
Динаміка населення (INSEE ):
Розподіл населення за віком та статтю (2006):
| Стать | Всього | До 15 років | 15-24 | 25-44 | 45-64 | 65-85 | Понад 85 |
| --- | ------ | ----------- | ----- | ----- | ----- | ----- | -------- |
| Чоловіки | 68     | 4           | 16    | 20    | 20    | 8     | 0        |
| Жінки | 76     | 12          | 8     | 28    | 16    | 12    | 0        |
| \| Статево-вікова піраміда \| Статево-вікова піраміда \| Статево-вікова піраміда \| \| ----------------------- \| ----------------------- \| ----------------------- \| \| Чоловіки \| Вік \| Жінки \| \| 0 \| 85 + \| 0 \| \| 0 \| 80-84 \| 0 \| \| 0 \| 75-79 \| 4 \| \| 4 \| 70-74 \| 8 \| \| 4 \| 65-69 \| 0 \| \| 4 \| 60-64 \| 4 \| \| 0 \| 55-59 \| 0 \| \| 4 \| 50-54 \| 4 \| \| 12 \| 45-49 \| 8 \| \| 0 \| 40-44 \| 12 \| \| 4 \| 35-39 \| 4 \| \| 12 \| 30-34 \| 0 \| \| 4 \| 25-29 \| 12 \| \| 4 \| 20-24 \| 8 \| \| 12 \| 15-20 \| 0 \| \| 0 \| 10-14 \| 4 \| \| 4 \| 5-9 \| 0 \| \| 0 \| 0-4 \| 8 \| |        |             |       |       |       |       |          |
| Статево-вікова піраміда |        |             |       |       |       |       |          |
| Чоловіки | Вік    | Жінки       |       |       |       |       |          |
| 0 | 85 +   | 0           |       |       |       |       |          |
| 0 | 80-84  | 0           |       |       |       |       |          |
| 0 | 75-79  | 4           |       |       |       |       |          |
| 4 | 70-74  | 8           |       |       |       |       |          |
| 4 | 65-69  | 0           |       |       |       |       |          |
| 4 | 60-64  | 4           |       |       |       |       |          |
| 0 | 55-59  | 0           |       |       |       |       |          |
| 4 | 50-54  | 4           |       |       |       |       |          |
| 12 | 45-49  | 8           |       |       |       |       |          |
| 0 | 40-44  | 12          |       |       |       |       |          |
| 4 | 35-39  | 4           |       |       |       |       |          |
| 12 | 30-34  | 0           |       |       |       |       |          |
| 4 | 25-29  | 12          |       |       |       |       |          |
| 4 | 20-24  | 8           |       |       |       |       |          |
| 12 | 15-20  | 0           |       |       |       |       |          |
| 0 | 10-14  | 4           |       |       |       |       |          |
| 4 | 5-9    | 0           |       |       |       |       |          |
| 0 | 0-4    | 8           |       |       |       |       |          |

## Економіка
2010 року серед 121 особи працездатного віку (15—64 років) 96 були активними, 25 — неактивними (показник активності 79,3%, у 1999 році було 73,1%). З 96 активних мешканців працювали 93 особи (47 чоловіків та 46 жінок), безробітними було 3 (0 чоловіків та 3 жінки). Серед 25 неактивних 10 осіб було учнями чи студентами, 11 — пенсіонерами, 4 були неактивними з інших причин.

У 2010 році в муніципалітеті числилось 70 оподаткованих домогосподарств, у яких проживали 180,0 особи, медіана доходів виносила 22 163 євро на одного особоспоживача